# Рякунин
Рякунин или Рэкинин (яп. 暦仁 рякунин) — девиз правления (нэнго) японского императора Сидзё, использовавшийся с 1238 по 1239 год .

## Продолжительность
Начало и конец эры:
- 23-й день 11-й луны 4-го года Катэй (по юлианскому календарю — 30 декабря 1238);
- 7-й день 2-й луны 2-го года Рякунин (по юлианскому календарю — 13 марта 1239).

## Происхождение
Название нэнго было заимствовано из 15-го цзюаня классического древнекитайского сочинения Книга Суй:「皇明馭暦、仁深海県」.

## События
даты по юлианскому календарю
- 1238 год (1-я луна 1-го года Рякунин) — сёгун Кудзё Ёрицунэ, вместе с Ходзё Ясутоки и представителями провинций, выехал Камакуры в Мияко. В Камакуре остался Фудзивара-но Юкимици следить за порядком в стране[5];
- 1238 год (2-я луна 1-го года Рякунин) — Ёрицунэ прибыл в Мияко и остановился в своем новом дворце в Рокухаре[6];
- 1238 год (10-я луна 1-го года Рякунин) — Ёрицунэ вернулся в Камакуру[6].

## Сравнительная таблица
Ниже представлена таблица соответствия японского традиционного и европейского летосчисления. В скобках к номеру года японской эры указано название соответствующего года из 60-летнего цикла китайской системы гань-чжи. Японские месяцы традиционно названы лунами.
| 1-й год Рякунин (Земляная Собака) | 1-я луна*      | 2-я луна   | 2-я луна* (високосная) | 3-я луна  | 4-я луна* | 5-я луна* | 6-я луна  | 7-я луна*  | 8-я луна    | 9-я луна*  | 10-я луна | 11-я луна  | 12-я луна     |
| --------------------------------- | -------------- | ---------- | ---------------------- | --------- | --------- | --------- | --------- | ---------- | ----------- | ---------- | --------- | ---------- | ------------- |
| Юлианский календарь               | 18 января 1238 | 16 февраля | 18 марта               | 16 апреля | 16 мая    | 14 июня   | 13 июля   | 12 августа | 10 сентября | 10 октября | 8 ноября  | 8 декабря  | 7 января 1239 |
| 2-й год Рякунин (Земляная Свинья) | 1-я луна*      | 2-я луна   | 3-я луна*              | 4-я луна  | 5-я луна* | 6-я луна* | 7-я луна  | 8-я луна*  | 9-я луна    | 10-я луна* | 11-я луна | 12-я луна  |               |
| Юлианский календарь               | 6 февраля 1239 | 7 марта    | 6 апреля               | 5 мая     | 4 июня    | 3 июля    | 1 августа | 31 августа | 29 сентября | 29 октября | 27 ноября | 27 декабря |               |

* звёздочкой отмечены короткие месяцы (луны) продолжительностью 29 дней. Остальные месяцы длятся 30 дней.